# سيمون ريتشاردز
سيمون ريتشاردز (28 يناير 1964 في نيوزيلندا - ) (بالإنجليزية: Simon Richards)‏ هو لاعب كريكت نيوزلندي.

## وصلات خارجية
- سيمون ريتشاردز على موقع إي آس بي آن كريك إنفو (الإنجليزية)